# Беринг, Витус Педерсен
Ви́тус Пе́дерсен Бе́ринг (дат. Vitus Pedersen Bering; 6 октября 1617, Виборг — 20 мая 1675, Копенгаген) — датский поэт, писавший на латинском языке, и историк.

## Биография
Королевский историограф (вд) с 1650 года и до самой смерти, с того же года — профессор истории (Академия Сорё — по 1651 год) и профессор поэтики (Копенгагенский университет). Двоюродный дед по материнской линии мореплавателя Витуса Беринга. Портрет Витуса Педерсена Беринга длительное время считался портретом его внучатого племянника.